# 知桐京子
知桐 京子（ちきり きょうこ、1978年9月13日 - ）は、日本の女性声優。尾木プロ THE NEXT/BQMAP所属。東京都出身。

## 人物
2001年、BQMAPに入団。
趣味はイラスト描き、バイオリン、着物で出掛ける事。料理も趣味に挙げており、特に唐揚げが得意。特技はダンス、模写、側転、笑い声。

## 出演
太字はメインキャラクター。

### テレビアニメ
2005年
- アイシールド21（甲斐谷陸〈幼少〉）
- おねがいマイメロディ（ミーちゃん、新井綾、山田、大輔、宅配くん、カキくん 他）
- 蟲師（少年）
- 遊☆戯☆王デュエルモンスターズGX（子供オブライエン）

2006年
- こちら葛飾区亀有公園前派出所（2006年 - 2007年、こども）
- 人造昆虫カブトボーグ V×V（2006年 - 2007年、天野河リュウセイ）
- 僕等がいた（子供）

2008年
- 夏目友人帳（2008年 - 2024年、カッパ、皺顔、河童、白笠、七房の森の妖怪たち 他） - 7シリーズ
- 遊☆戯☆王5D's（ボブ）

2009年
- エリアス ちいさなレスキューせん（エマ）
- おじゃる丸（主婦）
- ジュエルペット（子供）
- シュガーバニーズ フルール
- 毎日かあさん（翔太、あおむしくん、世界の人々、ガキ大将、岩村家兄弟 他）

2010年
- メタルファイト ベイブレード 爆（ジム）

2011年
- 遊☆戯☆王ZEXAL（幼少時の鉄男、同級生、少年）

2012年
- 戦国コレクション（ダンサー）
- 超訳百人一首 うた恋い。（女房）

2013年
- 鉄人28号ガオ!（敷島鉄男 他）

2014年
- 蟲師 続章（ヤスの母親）
- 遊☆戯☆王ARC-V（原田フトシ）
- わしも WASIMO（主婦、ネコ型ロボット）

2015年
- 怪盗ジョーカー（2015年 - 2016年、ダンプ）
- 干物妹!うまるちゃん（おばちゃん）

2016年
- ベイブレードバースト（2016年 - 2021年、大井ひろし、幼少期のシャカ、パブロ、アンジュ・ロペス、アントニア、ザビエル・カッパー、紺田コウジ） - 4シリーズ

2017年
- 霊剣山 叡智への資格（村の女、村人）
- ガヴリールドロップアウト（金持ちおばさん）
- TSUKIPRO THE ANIMATION（料理教室講師）

2018年
- HUGっと!プリキュア（2018年 - 2019年、マキ先生）

2019年
- ゾイドワイルド（子供）
- 群青のマグメル（スチュア）

2020年
- アルテ（女将）
- ジビエート（女）

2023年
- 異世界召喚は二度目です（市民、村人、女獣人）
- 地獄楽（幼い陸郎太）

2024年
- 七つの大罪 黙示録の四騎士（ドルチョモンテ）

2025年
- 妃教育から逃げたい私（おばあちゃん、メイド1）

### 劇場アニメ
- チョコレート・アンダーグラウンド（2009年、デイヴ・チェン[6]）
- トリコ 3D 開幕!グルメアドベンチャー!!（2011年、モヒカン）
- 放課後ミッドナイターズ（2012年）
- キックハート（2013年、ポッセ）
- 劇場版 夏目友人帳 〜うつせみに結ぶ〜（2018年、河童[7]）

### OVA
2006年
- 星空キセキ（銀河）

2014年
- 夏目友人帳 いつかゆきのひに（男の子）
- ムシブギョー（おかみさんの声）※『常住戦陣!!ムシブギョー』単行本第16巻OVA付き特別版

2017年
- ガヴリールドロップアウト（少女の母）

### Webアニメ
- ベイブレードバースト ダイナマイトバトル（2021年、少年）

### ゲーム
2009年
- ボイスノベル〜追憶の向こう側（嵯峨野和美）

### ドラマCD
- けいさつのおにーさん（穂刈母）※コミックス第2巻ドラマCD付き限定版[8]

### 吹き替え
2010年
- アメリカン・エネミーズ

2019年
- アナと雪の女王2（ハリーマ）

### 歌唱
2015年
- ハイテンションジブリ Volume.2/新井大樹 2曲目「ルージュの伝言 feat.知桐京子」参加

### シリーズ一覧
1. ↑  第1期（2008年）、第2期『続 夏目友人帳』（2009年）、第3期『参』（2011年）、第4期『肆』（2012年）、第5期『伍』（2016年）、第6期『陸』（2017年）、第7期『漆』（2024年）
2. ↑  第1期（2016年 - 2017年）、第2期『神（ゴッド）』（2017年 - 2018年）、第3期『超ゼツ』（2018年 - 2019年）、第6期『DB（ダイナマイトバトル）』（2021年）